# حلقة فالداير اللوزية
حلقة فالداير اللوزية (بالإنجليزية: Waldeyer's tonsillar ring)‏ أو الحلقة البلعومية اللمفاوية (بالإنجليزية: pharyngeal lymphoid ring)‏ أو حلقة فالداير اللمفاوية (بالإنجليزية: Waldeyer's lymphatic ring)‏، هي ترتيب حلقي من الأنسجة اللمفاوية في البلعوم. تحيط حلقة فالداير بالبلعوم الأنفي والبلعوم الفموي، حيث تكون بعض أنسجة اللوز موجودة أعلى وبعضها أسفل الحنك الرخو (وإلى الجزء الخلفي من تجويف الفم).
بحسب الترتيب من الأعلى إلى الأسفل، تتكون حلقة فالداير من:
1. لوزة أنفية بلعومية (بالإنجليزية: pharyngeal tonsil)‏.
2. لوزتان نفيريتان (بالإنجليزية: tubal tonsils)‏.
3. لوزتان حنكيتان (بالإنجليزية: palatine tonsils)‏.
4. لوزة لسانية (بالإنجليزية: lingual tonsil)‏.

## تكوين حلقة فالداير
بالترتيب من الأعلى إلى الأسفل، تتكون حلقة فالداير من:
- عدد "1" لوزة أنفية بلعومية أو «اللحمية»، تقع على سقف البلعوم الأنفي تحت العظم الوتدي.
- عدد "2" لوزتان نفيريتان على كل جانب، حيث كل نفير (قناة استاكيوس) يفتح إلى البلعوم الأنفي.
- عدد "2" لوزتان حنكيتان (تسمى عادة «اللوزتين»)، وتقع في البلعوم الفموي.
- عدد "1" مجموعة من لوزة لسانية تقع على الجزء الخلفي من اللسان.

### الاختلاف

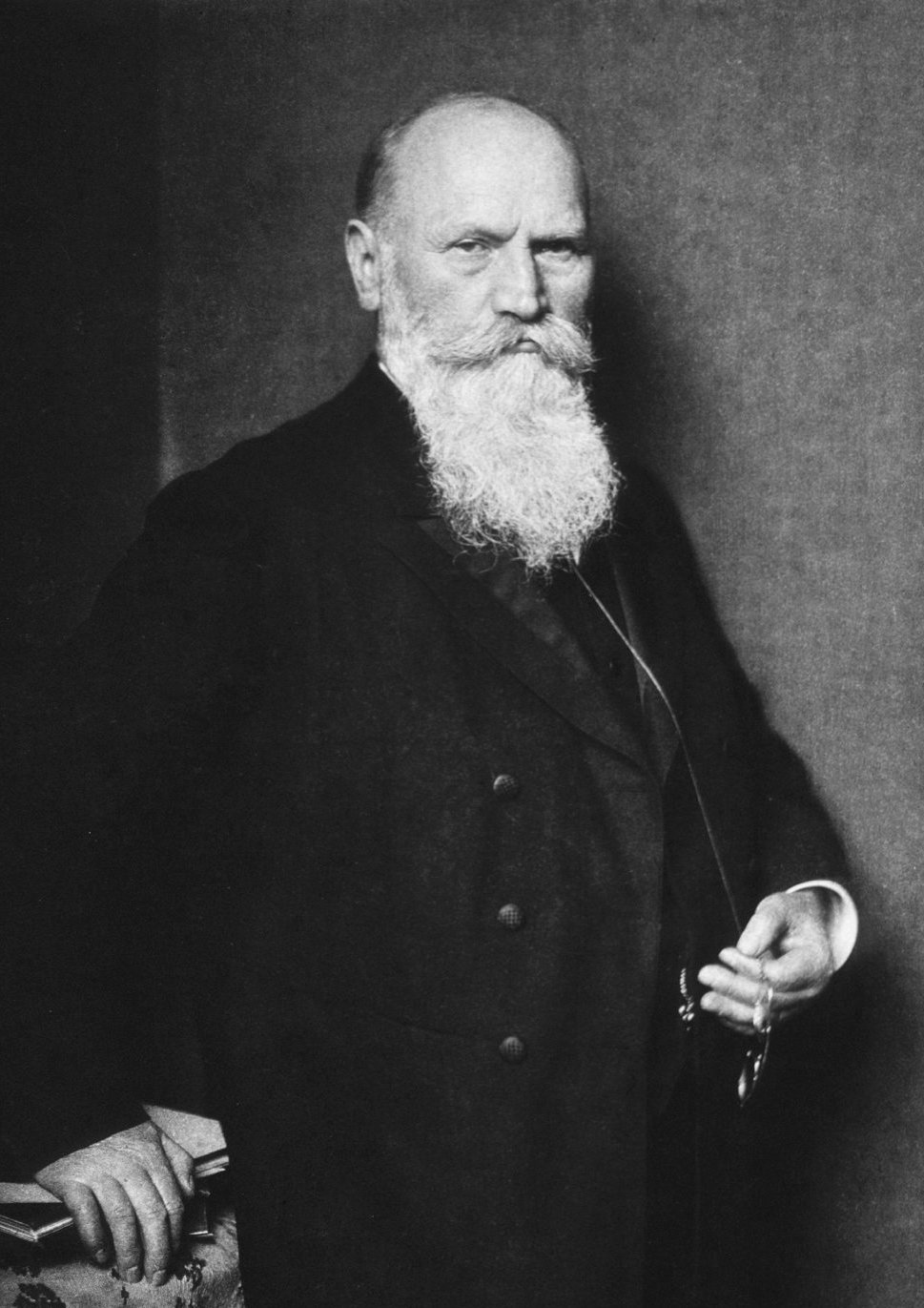
عالم التشريح الألماني من القرن التاسع عشر: «هاينريش فيلهلم غوتفريد فون فالداير -هارتز» (بالألمانية: Heinrich Wilhelm Gottfried von Waldeyer-Hartz)

هناك أيضا عادة كمية جيدة من الغشاء المخاطي المرتبط بالأنسجة اللمفاوية (Mucosa-associated lymphoid tissue MALT) موجود بين كل هذه اللوز (intertonsillar) حول الحلقة، وقد تتواجد هذا الأنسجة اللمفاوية أيضا في أماكن مختلفة سواء كثرت أم قلّت، على الأقل على مدار البلعوم الأنفي والبلعوم الفموي.[بحاجة لمصدر]

### النمو
تنمو اللوزتان النفيريتان عادة من تراكم الأنسجة اللمفاوية في اللوزة البلعومية.[بحاجة لمصدر]

## الأهمية السريرية
عندما تلتهب وتنتفخ اللوزة الأنفية البلعومية، وذلك أكثر شيوعا في الأطفال، يُمكن لذلك أن يُعيق التنفس.[بحاجة لمصدر]
التهاب اللوزتين يسمى "tonsillitis" واستئصال اللوزتين يُسمى "tonsillectomy".

## أصل التسمية
سُميت «حلقة فالداير اللوزية» على اسم عالم التشريح الألماني من القرن التاسع عشر: «هاينريش فيلهلم غوتفريد فون فالداير -هارتز» (بالألمانية: Heinrich Wilhelm Gottfried von Waldeyer-Hartz).

## عند الحيوانات
بعض الحيوانات، وليس البشر، لديهم لوزة أو لوزتين إضافيتين، هما:
- لوزة شراع الحنك (بالإنجليزية: Soft palate tonsil)‏.
- اللوزة مجاورة لسان المزمار (بالإنجليزية: Paraepiglottic tonsil)‏.